# Roderich von Ungern-Sternberg
Roderich Freiherr von Ungern-Sternberg (* 12. November 1885 in Riga; † 4. Juli 1965 in Freiburg im Breisgau) war ein  deutscher Bevölkerungswissenschaftler und Schriftsteller.

## Leben und Wirken
Roderich von Ungern-Sternberg besuchte nach dem privaten Unterricht von 1895 bis 1901 das Nikolai-Gymnasium in Riga und bis 1905 die Kaiserliche Rechtsschule in St. Petersburg. Anschließend studierte er Geschichte, philosophische Fächer sowie Rechts- und Staatswissenschaft an den Universitäten Freiburg, Grenoble und Berlin. 1908 promovierte er zum Dr. phil. Ein Jahr später legte er das juristische Staatsexamen an der Universität Dorpat ab. Zwischen 1911 und 1917 war er dann am Finanzministerium in Kiew und am Ministerium in St. Petersburg tätig. Ab 1917 arbeitete er in Berlin als Referent am Preußischen Statistischen Landesamt und am  Reichsamt für Ein- und Auswanderung. Es folgte die Leitung der Wirtschaftsabteilung der AEG. Von 1928 bis 1944 hatte von Ungern-Sternberg einen Lehrauftrag an der Universität Berlin für Bevölkerungswissenschaft (Demographie) inne. Ab 1945 lebte er in Freiburg im Breisgau und war für das Statistische Landesamt und das Wirtschaftsministerium tätig. Außerdem betätigte er sich als freier Schriftsteller.
Zusammen mit Hermann Schubnell veröffentlichte er 1950 einen 600 Seiten umfassenden Grundriß der Bevölkerungswissenschaft.

## Veröffentlichungen (Auswahl)
- Über die wirtschaftliche und rechtliche Lage der St. Petersburger Arbeiterschaft. Puttkammer & Mühlbrecht, Berlin 1909 (= Dissertation Universität Berlin).
- Die Erziehung der St. Petersburger Arbeiterschaft zur Revolution. Puttkammer & Mühlbrecht, Berlin 1909.

- Sowjetrußland und wir. Ist ein wirtschaftliches Abkommen mit Räterußland zur Zeit erstrebenswert? Verlag für Sozialwissenschaft, Berlin 1920.
- Frankreichs wirtschaftliche Lage. Rohstoffversorgung, Bevölkerung, Arbeitsverhältnisse, industrielle Konjunktur, Valuta, Außenhandel, zerstörte Gebiete, Finanzen, Ruhrinvasion. Verlag für Sozialwissenschaft, Berlin 1923.
- Die Industriegemeinschaft. Ein Weg zur organisatorischen Umbildung der deutschen Industriewirtschaft. Heymanns, Berlin 1925.
- Geldwertschwund, sozialer Friede und Staatsgefühl. Eine sozialwissenschaftliche Studie über die ursächlichen Zusammenhänge. Philipps, Frankenstein in Schlesien 1927.
- Grundzüge der französischen Volkswirtschaft 1913/1927. Philipps, Frankenstein in Schlesien 1927.
- Die Planung als Ordnungsprinzip der deutschen Industriewirtschaft. Enke, Stuttgart 1932.
- Die Ursachen des Geburtenrückganges im europäischen Kulturkreis. Schötz, Berlin 1932.
- Die Ursachen der Steigerung der Selbstmordhäufigkeit in Westeuropa während der letzten hundert Jahre. Schötz, Berlin 1935.
- Biologie und Ökonomie. Die Ursachen und Folgen des Geburtenrückgangs und die Abwehrmittel gegen volksbiologischen Verfall. Schötz, Berlin 1936.
- Die Sorge Europas. Stilke, Berlin 1936.
- Frankreich. Lebensraum und Wesen, eine Einführung. Stilke, Berlin 1937.
- Bevölkerungsverhältnisse in Schweden, Norwegen und Dänemark. Schötz, Berlin 1937.
- Bevölkerungsverhältnisse in England und Wales (1800–1935). Eine sozial-biologische Studie. Schötz, Berlin 1937.
- Die Ursachen neuzeitlicher Ehezerrüttung. Stilke, Berlin 1937.
- Die Bevölkerungsverhältnisse in Frankreich. Eine sozialbiologische Studie. Schötz, Berlin 1938.
- Die Bevölkerungsverhältnisse in Estland, Lettland, Litauen und Polen. Eine demographisch-statistische Studie. Schötz, Berlin 1939.
- Bevölkerungsverhältnisse in Italien. Eine statistisch-demographische Studie. Schötz, Berlin 1940.
- Die französischen Kolonien. Junker und Dünnhaupt, Berlin 1940.
- Die Bevölkerungsverhältnisse in Ungarn mit besonderer Berücksichtigung des Selbstmordes. Schötz, Berlin 1943.
- Frankreich (= Kleine Auslandskunde. Bd. 23/24). Junker und Dünhaupt, Berlin 1943.
- Nationalismus und Völkerfriede. Eine politisch-moralische Besinnung. Drott, Offenbach a. M. 1948.
- (mit Hermann Schubnell): Grundriß der Bevölkerungswissenschaft. Demographie. Piscator-Verlag, Stuttgart 1950.
- Die Bevölkerungsverhältnisse in Westeuropa und in außereuropäischen Ländern. In: Zeitschrift für die gesamte Staatswissenschaft. Bd. 112, H. 4, 1956, S. 603–622.
- Warum steigt die Sexualproportion in Kriegs- und unmittelbaren Nachkriegsjahren? In: Allgemeines statistisches Archiv. Bd. 40 (1956), S. 241–250.
- Die Frau der europäischen Gegenwart. In: Schmollers Jahrbuch für Gesetzgebung, Verwaltung und Volkswirtschaft. Bd. 80 (1960), S. 281–293.
- Das Vordringen der Farbigen und das Dilemma Westeuropas. In: Schmollers Jahrbuch für Gesetzgebung, Verwaltung und Volkswirtschaft. Bd. 80 (1960), S. 687–705.
- Ernährungshilfe und Bevölkerungsvermehrung der Welt. In: Schmollers Jahrbuch für Gesetzgebung, Verwaltung und Volkswirtschaft. Bd. 81 (1961), S. 439–449.
- Zur demographischen Lage in der Welt, mit besonderer Berücksichtigung Japans, Schwedens und Italiens. In: Jahrbücher für Nationalökonomie und Statistik. Bd. 173 (1961), S. 50–64.
- Künstliche Geburteneinschränkung oder Stärkung der Existenzgrundlage der Weltbevölkerung? In: Jahrbücher für Nationalökonomie und Statistik. Bd. 174 (1962), S. 246–257.
- Die Sowjetunion heute und morgen. Versuch einer Diagnose und Prognose. In: Zeitschrift für die gesamte Staatswissenschaft. Bd. 118 (1962), S. 335–355.
- Wanderungen der Westeuropäer während der letzten Jahre. In: Jahrbücher für Nationalökonomie und Statistik. Bd. 175 (1963), S. 132–146.
- Gibt die allgemeine Sterbeziffer Aufschluß über die Sterblichkeitsverhältnisse einer Bevölkerung? In: Jahrbücher für Nationalökonomie und Statistik. Bd. 175 (1963), S. 254–255.
- Über den Charakter des russischen Menschen. In: Zeitschrift für die gesamte Staatswissenschaft. Bd. 119 (1963), S. 616–627.